# Behdad Salimi Kordasiabi
Behdad Salimi-Kordasiabi (in persiano بهداد سلیمی كردآسیابی‎; Qaemshahr, 8 dicembre 1989) è un sollevatore iraniano, vincitore della medaglia d'oro a Londra 2012 e già detentore del record mondiale nello strappo con 216 Kg nella propria categoria.

## Palmarès
- Giochi olimpici

2012 - Londra: oro nella categoria oltre i 105 kg.
- Mondiali

2010 - Antalya: oro nella categoria oltre i 105 kg.
2011 - Parigi: oro nella categoria oltre i 105 kg.
2014 - Almaty: argento nella categoria oltre i 105 kg.
2017 - Anaheim: bronzo nella categoria oltre i 105 kg.
- Giochi asiatici

2010 - Canton: oro nella categoria oltre i 105 kg.
2014 - Incheon: oro nella categoria oltre i 105 kg.
- Campionati asiatici di sollevamento pesi

2009 - Taldykorgan: oro nella categoria oltre i 105 kg.
2011 - Tongling: oro nella categoria oltre i 105 kg.
2012 - Pyeongtaek: oro nella categoria oltre i 105 kg.